# Urânio (filósofo)
Urânio (em latim: Uranius) foi um filósofo bizantino do século VI, nativo da Síria. Foi um figura familiar em Constantinopla, onde atuou como doutor e frequentou a estoa imperial e livrarias da capital. Segundo Agátias, envolveu-se vigorosamente nas disputas filosóficas, alegando possuir amplo conhecimento de Aristóteles e os céticos, mas era apenas um alardeador e fanfarrão capaz de impressionar os ignorantes. Alegadamente, frequentou as casas dos ricos, onde bebeu e comeu, virando motivo de chacota. Urânio participou após 532 duma embaixada liderada pelo emissário Areobindo à corte sassânida de Ctesifonte do xá Cosroes I (r. 531–579). Na capital persa, conseguiu impressionar Cosroes, que louvou-o e lhe deu dinheiro e privilégios. Segundo Agátias, com seu retorno, alardeou os privilégios recebidos e ficou insuportável.